# 宋鍾鎬
宋鍾鎬（韓語：송종호，1976年10月5日—），韓國男演員。

## 演出作品

### 電視劇
- 1999年：MBC《Jump》
- 2004年：MBC《皇太子的初戀》
- 2007年：SBS《外科醫生奉達熙》飾演 李民宇
- 2007年：SBS《黃金新娘》飾演 金英民
- 2008年：SBS《老千》飾演 世勳
- 2009年：SBS《該隱與亞伯》飾演 姜石勳
- 2009年：SBS《耶誕節會下雪嗎》飾演 朴泰俊
- 2010年：SBS《三姊妹》飾演 李敏宇
- 2011年：KBS《公主的男人》飾演 申沔
- 2012年：tvN《請回答1997》飾演 尹太雄
- 2012年：KBS《Drama Special－琵鷺，飛走了》
- 2013年：KBS《天命：朝鮮版逃亡者故事》飾演 李正奐
- 2013年：SBS《奇怪的保姆》飾演 姜道亨
- 2014年：KBS《陽光滿溢》飾演 孔宇鎮
- 2014年：KBS《Drama Special－我結婚的理由》飾演 韓勝旭
- 2014年：OCN《Frost醫生》飾演 文成赫
- 2015年：SBS《看見味道的少女》飾演 千柏慶
- 2015年：KBS《橘皮馬末蘭果醬》飾演 韓雲宰
- 2015年：OCN《看見鬼的刑警處容2》飾演 南民秀
- 2015年：KBS《拜託了，媽媽》飾演 尹尚赫
- 2016年：KBS《天上的約定》飾演 朴輝京
- 2016年：SBS《大撲》飾演 金二壽（特別出演）
- 2017年：SBS《姐姐風采依舊》飾演 趙煥勝
- 2017年：tvN《花遊記》飾演 姜大成
- 2018年：MBC《富家公子》
- 2019年：KBS《為何那樣，奉尚先生》飾演 陳志咸
- 2019年：tvN《阿斯達年代記》飾演 伊薩魯布
- 2020年：JTBC《我們，愛過嗎》飾演 柳珍
- 2021年：tvN《御史與祚怡》飾演 張起萬
- 2022年：ENA《凍死的戀愛》飾演 金仁宇
- 2023年：tvN《阿斯達年代記：阿拉姆恩之劍》飾演 伊斯魯維

### 電影
- 2012年：《俠盜冰團》飾演 金載俊
- 2017年：《Broker》

### MV
- 2004年：As One《不讓你知道》
- 2006年：I《說要離別》（與朴敏英）

## 獲獎
- 2007年：SBS演技大賞－新星獎

## 外部連結
- NAVER（页面存档备份，存于）
- 宋鍾鎬的Instagram帳戶